# Asliddin Xudoyberdiyev
Asliddin Xudoyberdiyev (ur. 5 października 1972) – uzbecki zapaśnik w stylu klasycznym. Zajął siódme miejsce na mistrzostwach świata w 1994. Srebrny medal na igrzyskach azjatyckich w 1998. Złoty medalista igrzysk centralnej Azji w 1995. Piąty w Pucharze Świata w 1997. Brąz na igrzyskach wojskowych w 1997. Wojskowy wicemistrz świata z 2002 roku.